# Reprezentacja Azorów w piłce nożnej mężczyzn
Reprezentacja Azorów w piłce nożnej nie należy do FIFA ani UEFA. Z tej racji nie może brać udziału w Mistrzostwach Świata i Mistrzostwach Europy.